# K Sint-Truidense VV
Koninklijke Sint-Truidense Voetbalvereniging (fonetikusan [ˈkoː.nɪŋk.lə.kə ˈsɪn ˈtrœy̯.də(n).sə ˈvud.bɑl.vər.ˌeːnə.ʝɪŋ]), ismertebb nevei Sint-Truiden vagy STVV ([ˈɛs ˈteː ˈveː ˈveː]) vagy a becenevük a De Kanaries ([də kɐ.ˈnaː.ris]), egy belga profi labdarúgóklub Sint-Truidense városában Limburgban, Belgiumban.
A csapat jelenleg a másodosztály tagja, eddigi legjobb eredménye az első osztályban a második helyezés az 1965-1966-os szezonban.Van egy ligakupa trófeájuk is, még az 1997-1998-as évekből.

## Sikerek
Jupiler League
- Ezüstérmes (1): 1965–66

Challenge League
- Győztes (4): 1986–87, 1993–94, 2008–09, 2014–15

Belga Kupa
- Döntős (2): 1970–71, 2002–03

Belga Ligakupa
- Győztes (1): 1997–98

## Játékoskeret
2019. augusztus 31-i állapotnak megfelelően.
| #  |     | Poszt | Név                                                            |
| -- | --- | ----- | -------------------------------------------------------------- |
| 1  | BEL | K     | Kenny Steppe                                                   |
| 3  | GUI | KP    | Mory Konaté                                                    |
| 4  | ESP | V     | Pol García                                                     |
| 5  | ARG | KP    | Santiago Colombatto                                            |
| 6  | BEL | KP    | Steven De Petter                                               |
| 7  | COD | KP    | Jordan Botaka ()                                               |
| 8  | GUI | KP    | Ibrahima Sory Sankhon                                          |
| 9  | JPN | CS    | Szuzuki Júma                                                   |
| 10 | KOR | KP    | I Szungu                                                       |
| 11 | CIV | CS    | Yohan Boli                                                     |
| 12 | GHA | KP    | Samuel Asamoah                                                 |
| 13 | BEL | K     | Maxime Wenssens                                                |
| 14 | BEL | CS    | Alexandre De Bruyn                                             |
| 15 | VIE | CS    | Nguyễn Công Phượng (kölcsönben a Hoang Anh Gia Lai csapatától) |
| 18 | ARG | CS    | Facundo Colidio (kölcsönben az Internazionale csapatától)      |
| 19 | BEL | KP    | Stan Van Dessel                                                |

| #  |     | Poszt | Név                                                |
| -- | --- | ----- | -------------------------------------------------- |
| 20 | BEL | V     | Samy Mmaee                                         |
| 21 | JPN | K     | Daniel Schmidt                                     |
| 22 | BEL | CS    | Wolke Janssens                                     |
| 23 | JPN | CS    | Itó Tacuja                                         |
| 26 | POR | V     | Jorge Teixeira                                     |
| 27 | BEL | V     | Mathieu Troonbeeckx                                |
| 28 | BEL | V     | Thibault De Smet                                   |
| 29 | NED | CS    | Elton Acolatse                                     |
| 30 | BEL | CS    | Nelson Balongo                                     |
| 31 | BEL | V     | Siebren Lathouwers                                 |
| 32 | USA | KP    | Chris Durkin (kölcsönben a D.C. United csapatától) |
| 35 | BEL | K     | Tibo Herbots                                       |
| 50 | BRA | CS    | Alan (kölcsönben a Vejle csapatától)               |
| 70 | BEL | KP    | Hamza Massoudi                                     |

### Kölcsönben
| #  |     | Poszt | Név                                      |
| -- | --- | ----- | ---------------------------------------- |
| 33 | JPN | KP    | Endó Vataru (a VfB Stuttgart csapatánál) |

| #  |     | Poszt | Név                                           |
| -- | --- | ----- | --------------------------------------------- |
| 77 | SLE | CS    | Mohamed Buya Turay (a Djurgardens csapatánál) |

## Hiresebb játékosok
1960
- Eddy Lievens
- Odilon Polleunis

1980
- Wilfried Van Moer
- Park Jong-Wong

1990
- Peter Delorge
- Gaëtan Englebert
- Patrick Goots
- Marc Wilmots
- Peter Van Houdt

2000
- Danny Boffin
- Michaël Goossens
- Simon Mignolet
- Davy Schollen
- Adamo Coulibaly
- Ibrahima Sidibe

## Menedzserek
- Raymond Goethals (1959–66)
- Ward Volckaert (1966–69)
- Marcel Vercammen (1971–73)
- Wilfried Van Moer (1982–84)
- Eric Vanlessen (1984–85)
- Guy Mangelschots (1986–90)
- Walter Meeuws (1990–91)
- Odilon Polleunis (1991–92)
- Rudy Liebens &  Marek Dziuba (1992)
- Albert Van Marcke (1992)
- Martin Lippens (1992–93)
- Guy Mangelschots (1992–96)
- Wilfried Sleurs (1996)
- Freddy Smets (1996–97)
- Guy Mangelschots (1997)
- Barry Hulshoff (1997–98)
- Poll Peters (1998–99)
- Willy Reynders (1999–01)
- Jules Knaepen (2001)
- Jacky Mathijssen (2001–04)
- Marc Wilmots (2004–05)
- Herman Vermeulen (2005–06)
- Eddy Raeymaekers &  Peter Voets (2006)
- Thomas Caers (2006)
- Peter Voets (2006)
- Henk Houwaart (2006–07)
- Valère Billen (2007)
- Peter Voets (2007)
- Dennis Van Wijk (2007–08)
- Guido Brepoels (2008–11)
- Franky Van der Elst (2011–12)
- Guido Brepoels (2012–13)
- Yannick Ferrera (2013––15)
- Chris O'Loughlin (2015–16)
- Ivan Leko (2016–17)
- Tintín Márquez (2017)
- Jonas De Roeck (2017–18)
- Marc Brys (2018– )